# Munakata
Munakata (japanisch 宗像市, -shi) ist eine Stadt in der Präfektur Fukuoka in Japan.

## Geographie
Munakata liegt westlich von Kitakyūshū und nordöstlich von Fukuoka.

## Geschichte
Aufgrund der geografischen Lage wurde in dieser Region schon seit dem Altertum Handel mit Korea und China getrieben. Die Stadt blühte auch als Post- und Handelsstation. Zwischen Fukuoka und Kitakyūshū gelegen, ist der Ort Wohngebiet für Pendler geworden.
Die Stadt Munakata hat ihre Ursprünge im Zusammenschluss diverser kleinen Orte zur Gemeinde Munakata (jap. 宗像町, -machi) am 1. April 1954.
Die Ernennung zur Stadt erfolgte am 1. April 1981.

## Sehenswürdigkeiten
- Munakata-Schrein (宗像大社, Munakata-taisha), der aus den drei Teilschreinen Hetsumiya (辺津宮) in Küstennähe, Nakatsumiya (中津宮) auf der vorgelagerten Insel Ōshima und Okitsumiya (沖津宮) auf der im Meer liegenden Insel Okinoshima, die nur einmal im Jahr von Männern betreten werden darf.

## Verkehr
- Straßen:
  - Nationalstraße 3: nach Kitakyūshū oder Chikushino
  - Nationalstraße 495
- Eisenbahn:
  - JR Kagoshima-Hauptlinie: Bahnhof Tōgo, Bahnhof Akama, Bahnhof Kyōikudai-mae

## Weblinks

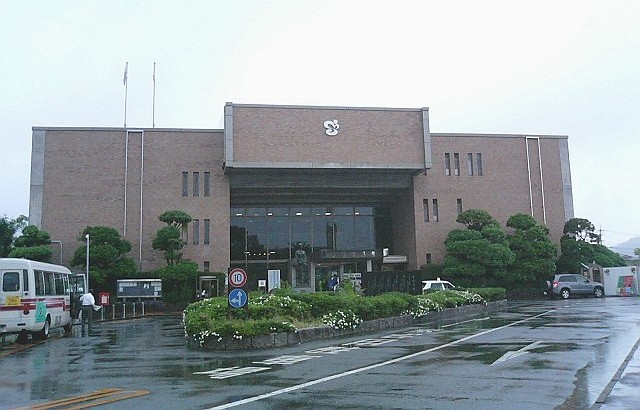
Rathaus von Munakata

## Städtepartnerschaften
- Gimhae

## Angrenzende Städte und Gemeinden
- Miyawaka
- Kurate
- Okagaki
- Onga